# Čerhov
Čerhov (v minulosti Čergov, maďarsky Csörgő) je obec na Slovensku v okrese Trebišov.
Historie obce Čerhov se datuje již od roku 1067, důkaz je uveden v knize "Obce Zemplínské župy". Tato kniha je jedním z důležitých dokumentů o vzniku a existenci Čerhova již v dávné minulosti. Na straně 36 této knihy je uvedeno, že jde o malou slovenskou obec "Tót kisköség" ještě z období příchodu Maďarů do jejich nynější vlasti "Honfoglalás korabeli heliség".
Významný maďarský odborník dějin Zemplínské župy, Dongo Gyárfás Géza, v časopise Příspěvky k dějinám Zemplínské župy "Adalékok a Zemplén vármegye Történetéhez" v části V., na straně 5 uvádí, že v seznamu mezi jedenácti obcemi Zemplínské župy z období Árpádovců existuje i obec Čerhov. "Árpád korabeli községeing ... 11 kö zség között szerepel Csörgő". Z uvedeného zjištění vyplývá, že obec Čerhov existovala již v 11. století a patří mezi nejstarší obce v jihovýchodní části Slovenska, Vlastivědný slovník obcí na Slovensku však uvádí rok 1329.

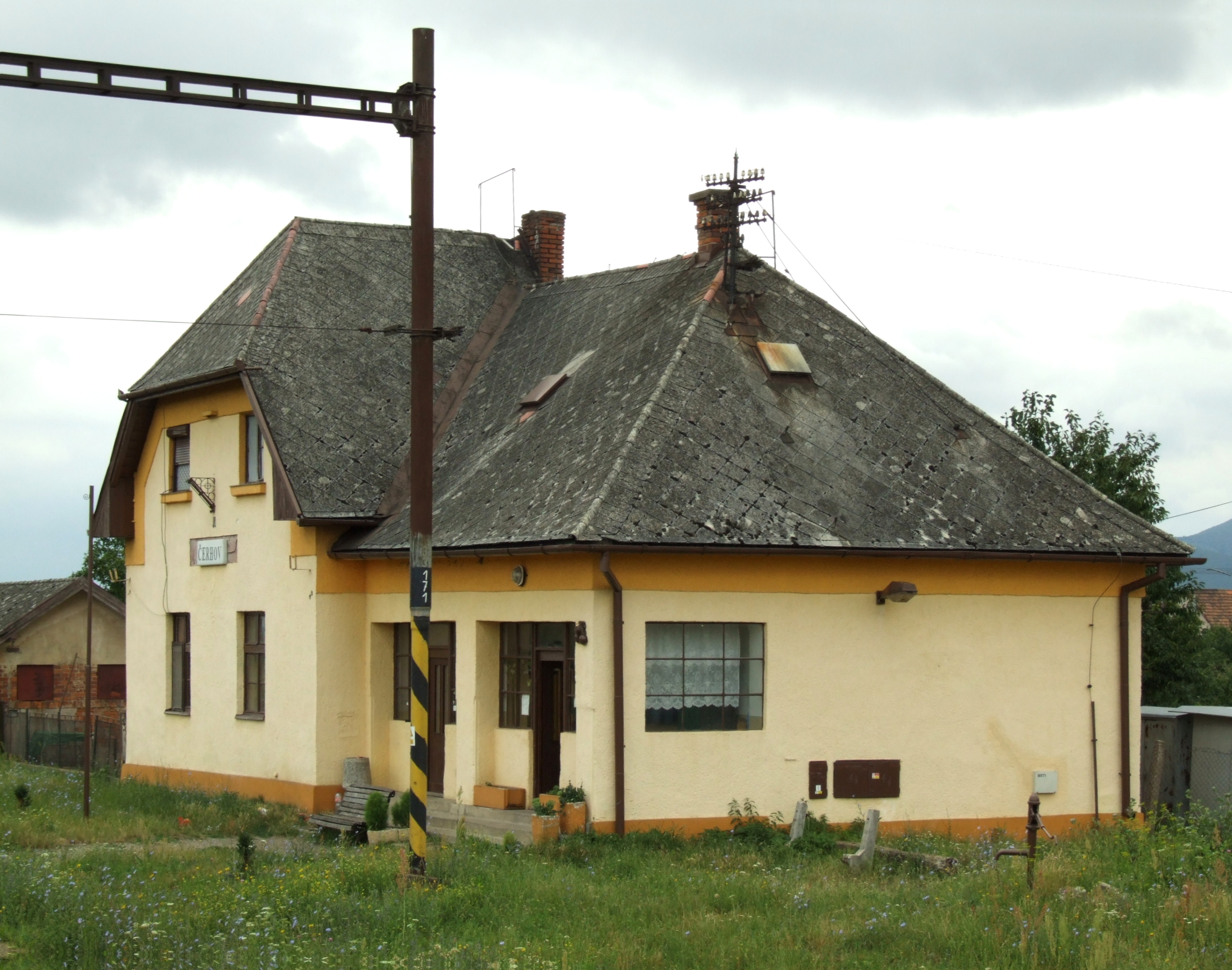
Stanice